# Lithospermum multiflorum
Lithospermum multiflorum là loài thực vật có hoa trong họ Mồ hôi. Loài này được Torr. ex A. Gray mô tả khoa học đầu tiên năm 1874.